# ارنست فست
ارنست فست (انگلیسی: Ernst Fast; ۲۱ ژانویهٔ ۱۸۸۱ – ۲۶ اکتبر ۱۹۵۹) دونده ماراتن و دونده دو استقامت اهل سوئد بود.